# ميكي ميزونو
ميكي ميزونو (باليابانية: 水野美紀) هي ممثلة يابانية، ولدت في 28 يونيو 1974 بتاكاماتسو في اليابان.

## وصلات خارجية
- ميكي ميزونو على موقع IMDb (الإنجليزية)
- ميكي ميزونو على موقع قاعدة بيانات الأفلام العربية
- ميكي ميزونو على موقع ألو سيني (الفرنسية)
- ميكي ميزونو على موقع ميوزك برينز (الإنجليزية)
- ميكي ميزونو على موقع أول موفي (الإنجليزية)
- ميكي ميزونو على موقع قاعدة بيانات الفيلم (الإنجليزية)
- ميكي ميزونو على موقع كينوبويسك (الروسية)